# Malvaviscus urticifolius
Malvaviscus urticifolius är en malvaväxtart som först beskrevs av Karel Bořivoj Presl, och fick sitt nu gällande namn av P.A. Fryxell. Malvaviscus urticifolius ingår i släktet Malvaviscus och familjen malvaväxter. Inga underarter finns listade i Catalogue of Life.